# الحملة المملوكية على مكة (1409)
الحملة المملوكية على مكة (1409) حملة وقعت في عام 812هـ الموافق بالميلادي 1409م بقيادة حاكم مصر المملوكي الناصر فرج برقوق ضد الشريف حسن بن عجلان أمير مكة بعد أن انحرف عن علاقته بمصر ولم يعد للطاعة وعندما علم حاكم مصر باستعدادات الشريف حسن بن عجلان واستعانته بقبائل غامد وزهران سُكان السراة، أثنى عن عزيمته وفشلت الحملة قبل بدئها.

## أحداث الحملة
في سنة (812هـ) وُشيَ بحسن بن عجلان عند السلطان المملوكي الناصر فرج بن الظاهر برقوق صاحب مصر بوشايات ذكر فيها أن حسناً قد انحرف عن علاقته بالناصر. فأصر الناصر على عزله عن إمارة مكة وأوعز إلى أمير الحج بأن يعد عدته من السلاح والجيش والمدافع، ولعلها أول مرة وصلت إلى الحجاز مدافع، وأن يُعلن أن الغرض من حركته هو اليمن وقد فعل. ولكن الشريف حسناً لم يَخْف عليه الأمر وقرر الدفاع عن إمارته فاستنفر القبائل العربية من غامد وزهران سكان السراة حتى اجتمع له منهم في الطائف، وليه، وجبل الحجاز أربعة آلاف محارب، واجتمع له في مكة ألفان كما اجتمع له نحو ستمائة فرس. وبينما كان قائد الجيش المصري المملوكي في طريقه إلى مكة، أرسل الشريف حسن يبلغه: (أني على استعداد لملاقاتك، ولكني أرى أن تحرص ألا يصيب الحجاج شيء، فإما أن تتقدمهم أو تتأخر عنهم). وقبل أن تبرح الرسالةُ مكةَ وافى رسولٌ مستعجلٌ من الملك الناصر يعلن عدوله، وتأييده من جديد لإمارة الشريف الحسن. [بحاجة لمصدر]

### السلام
كان رسول السلام هو فيروز ساقي الملك الناصر، وقد جاء يصحب معه الخلع والهدايا، وبذلك عادت الطمأنينة إلى مكة وظل الشريف حسن على إمارته فيها. طلب رسول السلام إلى الشريف حسن ألا يتعرض لجيش مصر؛ فقبل بشرط أن يسلم الجيش سلاحه وآلة حربه في رباط ربيع بأجياد فوافق أمير الحج بعد تمنع، وظل السلاح محجوزاً حتى تسلموه بعد قضاء الحج. وبذلك استقر الأمر ودخل أمير الحج مكة آمناً، وزار الشريف حسناً في داره بأجياد، ومع هذا فقد صادف بعض الخوف في عرفات ومنى لعدم اطمئنانهم لما انتهى إليه الوفاق. [بحاجة لمصدر]

### تدارك الفتنة
كتب تقي الدين الفاسي: «إنه كان بين حجاج هذا العام، وإن أمير الحج الشركسي لم يثبت عنده يوم الوقوف فدفع بجيشه بعد الغروب من عرفة ثم عاد إليها ليستأنف الوقوف في اليوم الثاني فظن أهل مكة أنها خدعة حرب؛ فحدث اشتباك واضطرب حبل الأمن، وكادت الفتنة أن تقع لولا أن تداركها عقلاء الطرفين.» [بحاجة لمصدر]